# Flesh-N-Bone
Stanley Howse känd under artistnamnet Flesh-N-Bone, född 10 oktober 1973 i Cleveland i Ohio, är en amerikansk rappare och en av originalmedlemmarna i rapgruppen Bone Thugs-N-Harmony.
Han blev år 2000 åtalad för att ha brutit sin villkorliga frigivning samt hot med en AK47, vilket innebar att han dömdes till fängelse i 11 år. Han släpptes 13 juli 2008 och har återförenats med resten av medlemmarna i Bone Thugs-N-Harmony.
Han är bror med Layzie Bone och kusin med Wish Bone, båda medlemmar i Bone Thugs N Harmony.

## Diskografi
- 1996: T.H.U.G.S.
- 1998: From Cleveland 2 Cali
- 2000: From Cleveland 2 Cali: Day 2
- 2000: 5th Dog Let Loose
- 2010: Uni5: The World's Enemy